# Liste der Baudenkmäler in Taufkirchen (Landkreis Mühldorf am Inn)
Auf dieser Seite sind die Baudenkmäler in der oberbayerischen Gemeinde Taufkirchen zusammengestellt. Diese Tabelle ist eine Teilliste der Liste der Baudenkmäler in Bayern. Grundlage ist die Bayerische Denkmalliste, die auf Basis des Bayerischen Denkmalschutzgesetzes vom 1. Oktober 1973 erstmals erstellt wurde und seither durch das Bayerische Landesamt für Denkmalpflege geführt wird. Die folgenden Angaben ersetzen nicht die rechtsverbindliche Auskunft der Denkmalschutzbehörde.

## Baudenkmäler nach Ortsteilen

### Taufkirchen
| Lage                    | Objekt      | Beschreibung | Akten-Nr.    | Bild           |
| ----------------------- | ----------- | --- | ------------ | -------------- |
| Dorfstraße 2 (Standort) | Zuhaus      | Zweigeschossiger Satteldachbau aus Brockenmauerwerk mit geschnitzten Pfettenköpfen und neugotischen Details, zweite Hälfte 19. Jahrhundert. | D-1-83-145-3 | BW             |
| Kirchplatz 1 (Standort) | St. Jakobus | Katholische Pfarrkirche, einschiffiges Langhaus und Westturm aus Tuffquadermauerwerk, im unteren Teil spätmittelalterlich, neugotischer Ausbau und Chorneubau mit beidseitigen polygonalen Annexbauten in Sichtziegelmauerwerk, 1856–62; mit Ausstattung. | D-1-83-145-2 | weitere Bilder |

### Sonham
| Lage                 | Objekt          | Beschreibung | Akten-Nr.     | Bild |
| -------------------- | --------------- | --- | ------------- | ---- |
| Sonham 6 (Standort)  | Hütte           | Westflügel eines ehemaligen Vierseithofs, Flachsatteldachbau mit Bundwerk über Brockenmauerwerk und eingebautem Getreidekasten, 18./19. Jahrhundert.                 | D-1-83-145-22 | BW   |
| Sonham 9 (Standort)  | Getreidekasten  | Freistehender zweigeschossiger Blockbau mit Flachsatteldach, Ende 17. Jahrhundert.                                                                                   | D-1-83-145-23 | BW   |
| Sonham 10 (Standort) | Kleinbauernhaus | Zweigeschossiger Flachsatteldachbau aus Brockenmauerwerk, mit Bundwerk über dem Wirtschaftsteil, um 1840/50.                                                         | D-1-83-145-24 | BW   |
| Sonham 12 (Standort) | St. Georg       | Katholische Filialkirche, kleiner spätgotischer Saalbau mit Polygonalchor und barockem Dachreiter, 15./16. Jahrhundert, mit barocken Veränderungen; mit Ausstattung. | D-1-83-145-21 | BW   |

### Weitere Ortsteile
| Lage                                 | Objekt                               | Beschreibung | Akten-Nr.     | Bild           |
| ------------------------------------ | ------------------------------------ | --- | ------------- | -------------- |
| Bichl 1 (Standort)                   | Wegkapelle                           | Neugotischer Satteldachbau, drittes Viertel 19. Jahrhundert; mit Ausstattung. | D-1-83-145-5  | BW             |
| Dunzmaier 1 (Standort)               | Stadel                               | Südflügel eines Vierseithofs, stattlicher zweitenniger Ständerbohlenbau mit Flachsatteldach und aufwändigem Bundwerk, bezeichnet mit dem Jahr 1848; Windbrunnen, Stahlkonstruktion, 1921. | D-1-83-145-11 | BW             |
| Franking (Standort)                  | Kapellenbildstock                    | Kleiner offener Satteldachbau, 19. Jahrhundert. | D-1-83-145-7  | BW             |
| Gallenbach 31 (Standort)             | Windbrunnen                          | Stahlkonstruktion, Anfang 20. Jahrhundert. | D-1-83-145-8  | BW             |
| Geisberg 1 (Standort)                | Immerwährende Hilfe Mariens          | Katholische Kapelle, neugotischer Saalbau mit Polygonalchor, beidseitigen Chorkapellen und Westturm, von Baumeister Carl Rainer, 1873–75; mit Ausstattung. | D-1-83-145-9  | BW             |
| Grünau 1 (Standort)                  | Stadel eines Dreiseithofs            | Ständerbohlenstadel mit Flachsatteldach und Bundwerk, gegen Mitte 19. Jahrhundert; Querstadel, Flachsatteldachbau mit Blockbau-Obergeschoss (Getreidekasten) und Bundwerk, gegen Mitte 19. Jahrhundert. | D-1-83-145-10 | BW             |
| Pettenham 2 (Standort)               | St. Valentin                         | Katholische Filialkirche, kleiner gotischer Saalbau mit Polygonalchor, spätes 15. Jahrhundert, Dachreiter barock, 17. Jahrhundert, 1870 neugotisch umgestaltet; mit Ausstattung. | D-1-83-145-17 | BW             |
| Pettenham 4 (Standort)               | Stadel eines ehemaligen Vierseithofs | Westlicher Querstadel mit Flachsatteldach und Bundwerk über massivem, zum Teil gewölbtem Erdgeschoss, drittes Viertel 19. Jahrhundert; Getreidekasten, freistehender Satteldachbau mit Obergeschoss-Blockbau, 17./18. Jahrhundert.                                                                          | D-1-83-145-18 | BW             |
| Pietenberg 5 (Standort)              | Mariä Himmelfahrt                    | Katholische Filialkirche, gotischer Saalbau aus Tuffquadern mit Polygonalchor und Westturm, 15. Jahrhundert, 1696 barockisiert, 1876 teilweise neugotisch umgestaltet; mit Ausstattung; Beicht- und Leichenhalle, sechsachsiger geknickter Arkadenbau mit Flachdach, um 1875 an die Kirchhofmauer angebaut. | D-1-83-145-19 | weitere Bilder |
| Schergenham (Standort)               | Kapelle                              | Offener Satteldachbau, am Gitter bezeichnet mit dem Jahr 1874. | D-1-83-145-20 | BW             |
| Spielbichl 2 (Standort)              | Stadel                               | Südflügel eines Vierseithofs, zweitenniger Ständerbohlenstadel mit Flachsatteldach, gemauerter Giebelseite und Bundwerk, bezeichnet mit dem Jahr 1847. | D-1-83-145-31 | BW             |
| Waltersberg 3 (Standort)             | Getreidekasten                       | Im Obergeschoss des Querstadels eingebaut, 18. Jahrhundert. | D-1-83-145-26 | BW             |
| Winkl, Flur Aich im Winkl (Standort) | Bildstock                            | Kleines Satteldachhäuschen, 19. Jahrhundert. | D-1-83-145-4  | BW             |
| Zauner 1 (Standort)                  | Stadel                               | Flachsatteldachbau mit Bundwerk, bezeichnet mit dem Jahr 1848, giebelseitig Erdgeschoss erneuert. | D-1-83-145-28 | BW             |
| Zeiling 1 (Standort)                 | Stadel                               | Südflügel eines Vierseithofs, Flachsatteldachbau mit Bundwerk, Gitterfeld und massiver Giebelwand, Mitte 19. Jahrhundert, moderner Stalleinbau. | D-1-83-145-29 | BW             |
| Zeiling 4 (Standort)                 | Einfirsthof                          | Kleiner zweigeschossiger Flachsatteldachbau mit Bundwerkteil und Giebelschrot, erstes Drittel 19. Jahrhundert. | D-1-83-145-30 | BW             |